# Friedrich Schleiermacher
Friedrich Daniel Ernst Schleiermacher (Breslavia, 21 novembre 1768 – Berlino, 12 febbraio 1834) è stato un filosofo e teologo tedesco.
È considerato tra i massimi esponenti della corrente filosofica dell'idealismo tedesco insieme a Hegel, Fichte e Schelling. A Schleiermacher si deve la fondazione dell'ermeneutica come un'autonoma disciplina filosofica, per la prima volta indipendente e slegata da altri ambiti come la teologia, la filologia o la giurisprudenza. 

## Biografia
Figlio di un cappellano militare protestante prussiano, nacque a Breslavia, capitale della Slesia.
La sua educazione ebbe come centri una scuola morava a Niesky nel nord della Lusazia e a Barby, vicino ad Halle. La Teologia morava smise presto di soddisfarlo e i suoi dubbi cominciarono a crescere. Suo padre gli diede con riluttanza il permesso di entrare all'Università di Halle, che aveva già abbandonato il pietismo per adottare lo spirito razionalista di Friedrich August Wolf e Johann Salomo Semler. Da studente seguì un corso indipendente di lettura e trascurò lo studio dell'Antico Testamento e delle lingue orientali. Tuttavia, presenziò alle letture di Semler e di Johann Augustus Eberhard, acquisendo dal primo i principi di una critica indipendente del Nuovo Testamento e dal secondo il suo amore per Platone e Aristotele. Contemporaneamente studiò con grande entusiasmo gli scritti di Immanuel Kant e Friedrich Heinrich Jacobi. Così, prese l'abitudine di formare le sue opinioni attraverso un'attenta disamina delle posizioni e dei pensieri delle varie parti. Combinò questi elementi con la forza ricostruttiva di un pensatore estremamente originale. Va ricordata l'attività di traduttore e teorico della traduzione.

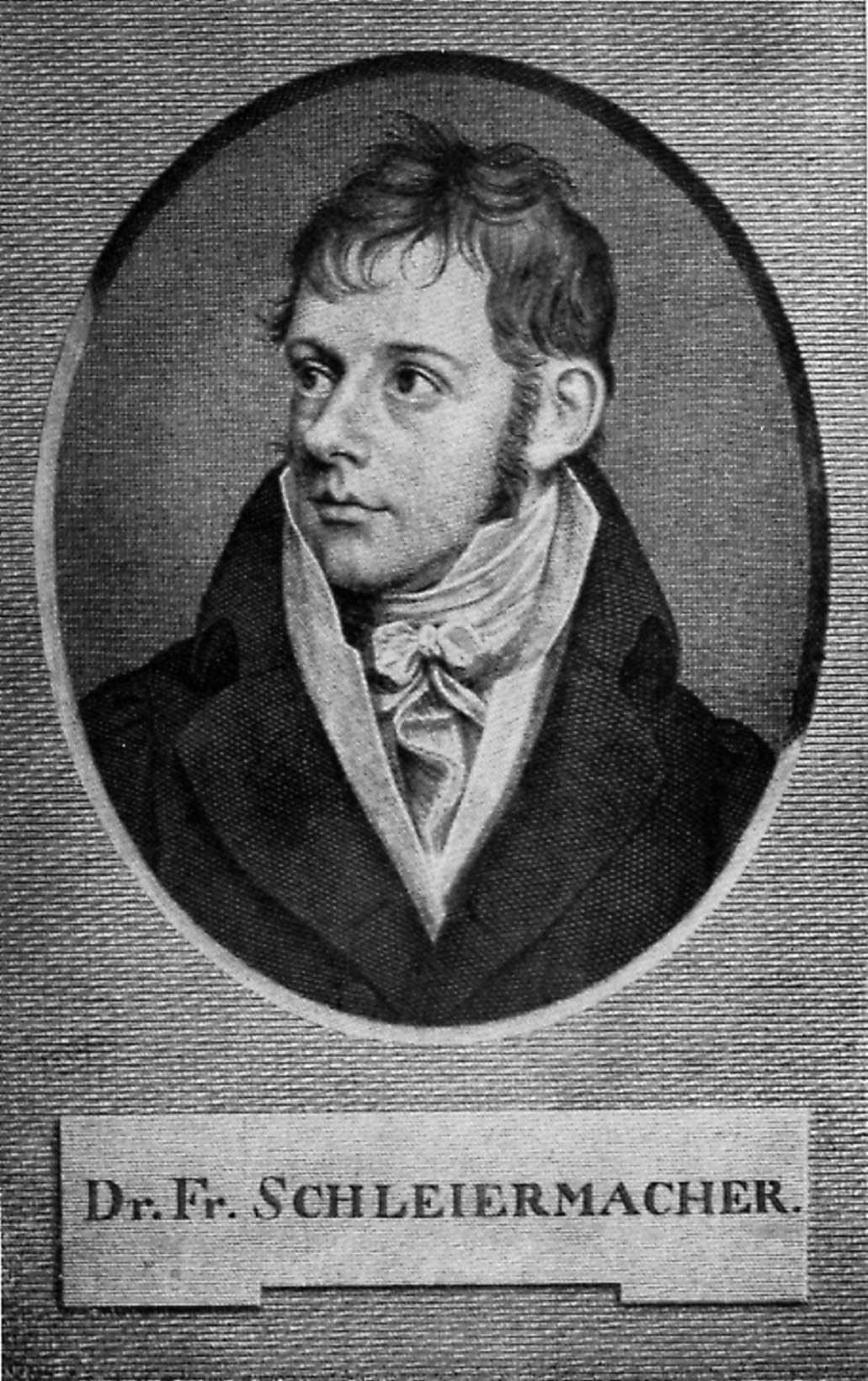
Ritratto giovanile di Friedrich Schleiermacher

Da studente cominciò ad applicare le idee dei filosofi greci nella ricostruzione del sistema di Kant. Al termine del corso di studi ad Halle divenne precettore presso la famiglia del Conte Dohna-Schlobitten, maturando un profondo amore per la famiglia e per la vita di società. Due anni dopo, nel 1796, divenne cappellano presso l'Ospedale universitario della Charité di Berlino.
Non avendo ragioni per sviluppare maggiormente le sue capacità predicatorie, cercò gratificazione intellettuale e spirituale nella "bella società" cittadina e negli approfonditi studi filosofici. Cominciò, così, a costruire l'ossatura del suo sistema religioso e filosofico. In quel periodo approfondì le sue conoscenze artistiche, letterarie e scientifiche. Era un affezionato seguace del Romanticismo tedesco, come ci viene detto dal suo amico Karl Wilhelm Friedrich von Schlegel; di ciò può trovarsi traccia nelle sue Lettere confidenziali su Lucinde di Schlegel.
Nei Discorsi sulla religione (1799) diede alla religione un posto eterno fra i misteri divini della natura umana, la distinse da tutte le caricature e i fenomeni associati, e ne descrisse le forme perenni della sua manifestazione, elaborando quindi il programma del suo successivo sistema teologico. L'opera ha influenzò il "giovane" Hegel degli Scritti teologici giovanili. Nei Monologen rivelò il suo manifesto etico, nel quale proclamava le sue idee su libertà e indipendenza dello spirito, e sulla relazione tra mente e mondo sensuale, e tratteggiava il suo ideale del futuro dell'individuo e della società.
Dal 1802 al 1804 Schleiermacher fu pastore nella città pomerana di Stolp. Questi anni furono pieni di lavoro letterario, oltre che ricchi in termini di progresso personale e morale. Sollevò interamente Friedrich Schlegel dalla responsabilità nominale per la traduzione di Platone, che avevano intrapreso assieme (vol. 1-5, 1804-1810; vol. 6, 1828). Fu occupato poi da un altro lavoro, Grundlinien einer Kritik der bisherigen Sittenlehre (1803), la prima opera della sua produzione di carattere strettamente critico e filosofico. Si tratta di una critica severa di tutti i precedenti sistemi morali, compresi quelli di Kant e Fichte — Platone e Spinoza. Schleiermacher asserisce che le prove di validità di un sistema morale sono la completezza della sua visione delle leggi e dei fini della vita umana nel suo complesso e l'organizzazione armonica del suo soggetto-materia sotto un principio fondamentale. Inoltre, anche se è quasi esclusivamente critico e negativo, il libro enuncia chiaramente la visione e lo scopo della scienza morale che Schleiermacher adotterà successivamente, dando primaria importanza a una Güterlehre, o dottrina delle conclusioni che devono essere ottenute da un'azione morale. L'oscurità dello stile del libro e il suo tono negativo ne impedirono il successo immediato.

## Opere

### Edizione critica
- Kritische Gesamtausgabe, a cura di H.-J. Birkner, G. Ebeling, H. Fischer, K.V. Selge, 1980 e segg.

### Versioni italiane
- Lo studio della teologia, a cura di Roberto Osculati, Queriniana, Brescia 1978, 20052
- La confessione di Augusta, a cura di Roberto Osculati, EMP, Padova 1982
- La dottrina della fede, a cura di Sergio Sorrentino, Paideia, Brescia 1981-1985 (2 voll.)
- Etica ed ermeneutica, a cura di Giovanni Moretto, Bibliopolis, Napoli 1984
- Estetica, a cura di Paolo D'Angelo, Aesthetica, Palermo 1988
- Sul concetto dell'arte, a cura di Paolo D'Angelo, Centro internazionale studi di estetica, Palermo 1988
- Sulla religione. Discorsi a quegli intellettuali che la disprezzano, a cura di Salvatore Spera, Queriniana, Brescia 1989, 20052
- La festa di Natale. Un dialogo, a cura di Giovanni Moretto, Queriniana, Brescia 1994
- Introduzione a Platone, a cura di Giuliano Sansonetti, Morcelliana, Brescia 1994
- Ermeneutica, a cura di Massimo Marassi, Rusconi, Milano 1996
- Scritti filosofici a cura di Giovanni Moretto, Torino, UTET, 1998
- Lezioni di Pedagogia (1826), a cura di Ignazio Volpicelli, Firenze, La Nuova Italia, 1999
- Il valore della vita, a cura di Sergio Sorrentino, Marietti, Genova 2000
- Dialettica: appunti dell'Autore (1822) e "Nachschrift" Kropatscheck (corso 1822), a cura di Sergio Sorrentino, Trauben, Torino 2004
- Monologhi. Un dono di Capodanno, a cura di Ferruccio Andolfi, Diabasis, Reggio Emilia 2011
- L'insegnamento della storia, a cura di Hagar Spano, in "Persona" 2 (2011), Liguori, Napoli 2011